# Dąbrówka (powiat mogileński)
Dąbrówka – wieś w Polsce położona w województwie kujawsko-pomorskim, w powiecie mogileńskim, w gminie Mogilno.

## Podział administracyjny
W latach 1975–1998 miejscowość należała administracyjnie do województwa bydgoskiego.

## Demografia
Według Narodowego Spisu Powszechnego (III 2011 r.) liczyła 653 mieszkańców. Jest czwartą co do wielkości miejscowością gminy Mogilno.